# Nitrija (samostan)
Nitrija je jedno od najstarijih kršćanskih mjesta u Egiptu, ustvari bilo je najranije od tri glavna središta kršćanskog monaštva u Nitrijskoj pustinji, dok su druga dva bili Kelia i Sketis.
Godine 330. sv. Amun osnovao je Nitriju, koja se jako brzo razvila tako da je do kraja 4. stoljeća privukla tisuće redovnika. Nitrija se je do 390. godine, od klimavog skupa samotnih monaha razvila u organiziranu zajednicu koja je imala bankare, trgovce i obavljala crkvene obrede. 
To se pročulo i pobudilo interes kod ljudi, tako da je počelo privlačiti ljude iz obližnjeg grada Aleksandrije, pa, ponekad, čak i u velikom broju, što je zahtijevalo da brojni monasi budu angažirani na pružanju usluga.
Međutim, drugi monasi su bili u potrazi za nekim mirnijim mjestom, što udaljenijim od turista i trgovaca, tako da su 338. godine osnovali monaški centar u Keliji udaljenoj dvadesetak kilometara od Nitrije. Monaška populacija u Nitriji se smanjivala tijekom petog i šestog stoljeća, tako da je bila potpuno napuštena negdje sredinom sedmog stoljeća.
Danas su ostatci nitrijskog samostana u blizini ili ispod modernog sela Al Barnujija. Nitrija se ne treba brkati sa samostanom u Vadi El Natrunu (formalno poznatom kao Sketis), koji još uvijek postoji. Nitrija je dobila ime po obližnjem gradu koji je nazvan po svojim naslagama natrona - soli koju su drevni Egipćani koristili prilikom balzamiranja mumija.